# Scrisoarea V
„Scrisoarea V” este o poezie scrisă de Mihai Eminescu, din care s-au publicat pentru prima oară fragmente în 1886. Poezia integală, inclusă în ciclul scrisorilor, a fost publicată postum la 1 februarie 1890 în revista Convorbiri literare. Poezia are ca temă omul de geniu, întruchipat de creator (artist) care, neînțeles de femeia pe care o vrea ideală,  e nefericit pentru că i se refuză împlinirea prin creație, care l-ar fi pus în consonanță cu Universul (misoginismul); pierzând „dulcea muzică de sfere” pe care ar fi dobândit-o prin iubire, poetul se transformă într-un Orfeu dezamăgit, al cărui cântec s-a stins.